# Oreiallagma
Oreiallagma – rodzaj ważek z rodziny łątkowatych (Coenagrionidae).

## Podział systematyczny
Do rodzaju należą następujące gatunki:
- Oreiallagma acutum (Ris, 1918)
- Oreiallagma oreas (Ris, 1918)
- Oreiallagma prothoracicum (Kimmins, 1945)
- Oreiallagma quadricolor (Ris, 1918)
- Oreiallagma thelkterion (De Marmels, 1997)